# Riodejaneiromyrsmyg
Riodejaneiromyrsmyg (Myrmotherula fluminensis) är en fågel i familjen myrfåglar inom ordningen tättingar.

## Utbredning och systematik
Fågeln förekommer i sydöstra Brasilien (känd från ett fynd 1988 i Serra dos Órgãos). Den behandlas som monotypisk, det vill säga att den inte delas in i några underarter.

## Status
Tidigare behandlades den som akut hotad, men sedan 2016 behandlar internationella naturvårdsunionen IUCN den som underart till vitsidig myrsmyg (Myrmotherula axillaris), varför den inte längre placeras i en egen hotkategori.